# Мраморбад
Мраморбад (нем. Marmorbad; досл. «Мраморные купальни») — сооружение в парке Карлсауэ немецкого города Кассель, рядом с оранжереей.
Квадратное здание является одним из последних значительных сооружений в Германии в стиле позднего барокко. Оно было построено в период с 1722 по 1728 годы по заказу ландграфа Гессен-Касселя Карла. Мраморбад представляет собой трёхэтажное здание, в центре которого расположен бассейн. Дизайн интерьера был создан французским скульптором Пьер-Этьеном Монно.
Монно прибыл в Кассель в 1714 году, для создания мраморных бюстов ландграфа Гессен-Касселя Карла и его жены. В январе 1715 года были подписаны первые контракты о новом банном павильоне (фр. Appartement du Bain) с его скульптурами, десять из которых уже были завершены в Риме, некоторые ещё в 1692 году. Также были заказаны четыре горельефа из белого мрамора для наружных стен павильона, восемь рельефов и портретный медальон самого Карла. Монно учредил студию в Касселе, в которую нанял несколько человек для помощи в проведении работ. Обновленные соглашения от 1718 года увеличили количество мраморных горельефов до восьми. Они были готовы только к 1728 году, когда и был открыт весь ансамбль. Две последние статуи, Минервы и Авроры, Монно завершил в 1731 году, но доставлены в Кассель они были только в 1734 году.
В настоящее время здесь находятся двенадцать больших мраморных скульптур, десять рельефов, а также медальоны. В дополнение к портретам ландграфа Карла и его жены Марии Амалии Курляндской, которые висят над двумя каминами, с противоположной стороны находятся персонажи из римской мифологии. Двигаясь против часовой стрелки, можно увидеть следующие скульптуры: Фавн, Бахус с Ампелом, Меркурий с Амуром, Аврора, Леда с лебедем и Амуром, Аполлон сдирает кожу с Марсия, Минерва с Сатиром, Нарцисс, Венера и Амуром, Парис с яблоком, Лето с Аполлоном и Дианой у пруда с вакханкой. В свою очередь, на рельефах изображены следующие сюжеты: Европа и бык, Каллисто узнаёт о беременности Дианы, освобождение Андромеды Персеем с Амуром, Триумф Галатеи, Аполлон и Дафна с Амуром, Диана и Актеон, спасение Аретусы от Алфея с помощью Дианы и свадьба Бахуса и Ариадны. Скульптуры выполнены из белого мрамора, стены красочно облицованы.